# Ramapo Mountains
Die Ramapo Mountains sind eine rund 50 Kilometer lange Bergkette der Appalachen im Norden New Jerseys und dem äußersten Südosten des Bundesstaats New York.
Sie verlaufen in Südost-Nordwestrichtung entlang einer Verwerfung, die sich vom Bear Peak am Ostufer des Hudson River in New York etwa rechtwinklig zur Staatsgrenze zwischen New York und New Jersey zieht. Sie stellen auf dieser Länge den westlichsten Kamm der Appalachen dar und begrenzen die Ebene des mit mesozoischen Sedimenten und Vulkaniten gefüllten Newark-Beckens (Newark Basin) nach Nordwesten; in den Ramapo Mountains treten dann die anstehenden präkambrischen Metamorphite (Gneis, Quarzite) der Appalachen an die Oberfläche. Das im Nordwesten anschließende Bergland wird als New Jersey Highlands, der noch in New York gelegene Teil auch als Hudson Highlands bezeichnet.
Obwohl in Sichtweite von Manhattan gelegen, waren die steil ansteigenden Ramapo Mountains und ihr Hinterland bis weit ins 20. Jahrhundert hinein schwer zugänglich. In der Abgeschiedenheit der Berge bildete sich seit dem 19. Jahrhundert eine distinkte Volksgruppe heraus, die so genannten „Ramapo Mountain Indians.“ Die Abstammung dieser Gruppe, die sich selbst als Abkömmling des Indianerstamms der Lenni Lenape sieht, ist bis heute umstritten; zumeist werden sie wie vergleichbare Bevölkerungsgruppen wie die Lumbees in North Carolina oder die Melungeons der südlichen Appalachen als sogenanntes „dreirassiges Isolat“ (triracial isolate) begriffen, das aus der Vermischung weißer, afroamerikanischer und indianischer Siedler entstand.